# مطبخ إسرائيلي

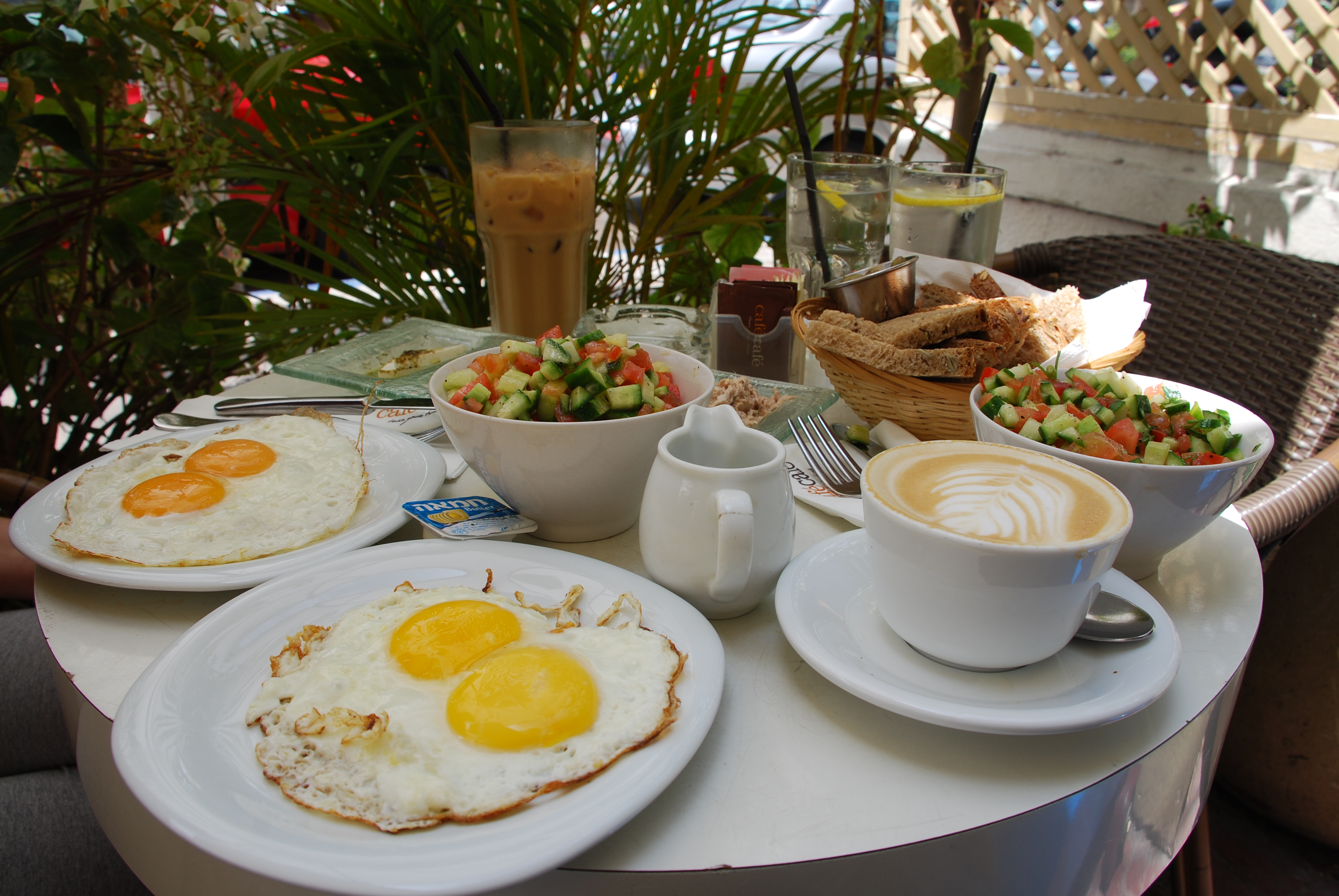
الإفطار الإسرائيلي.

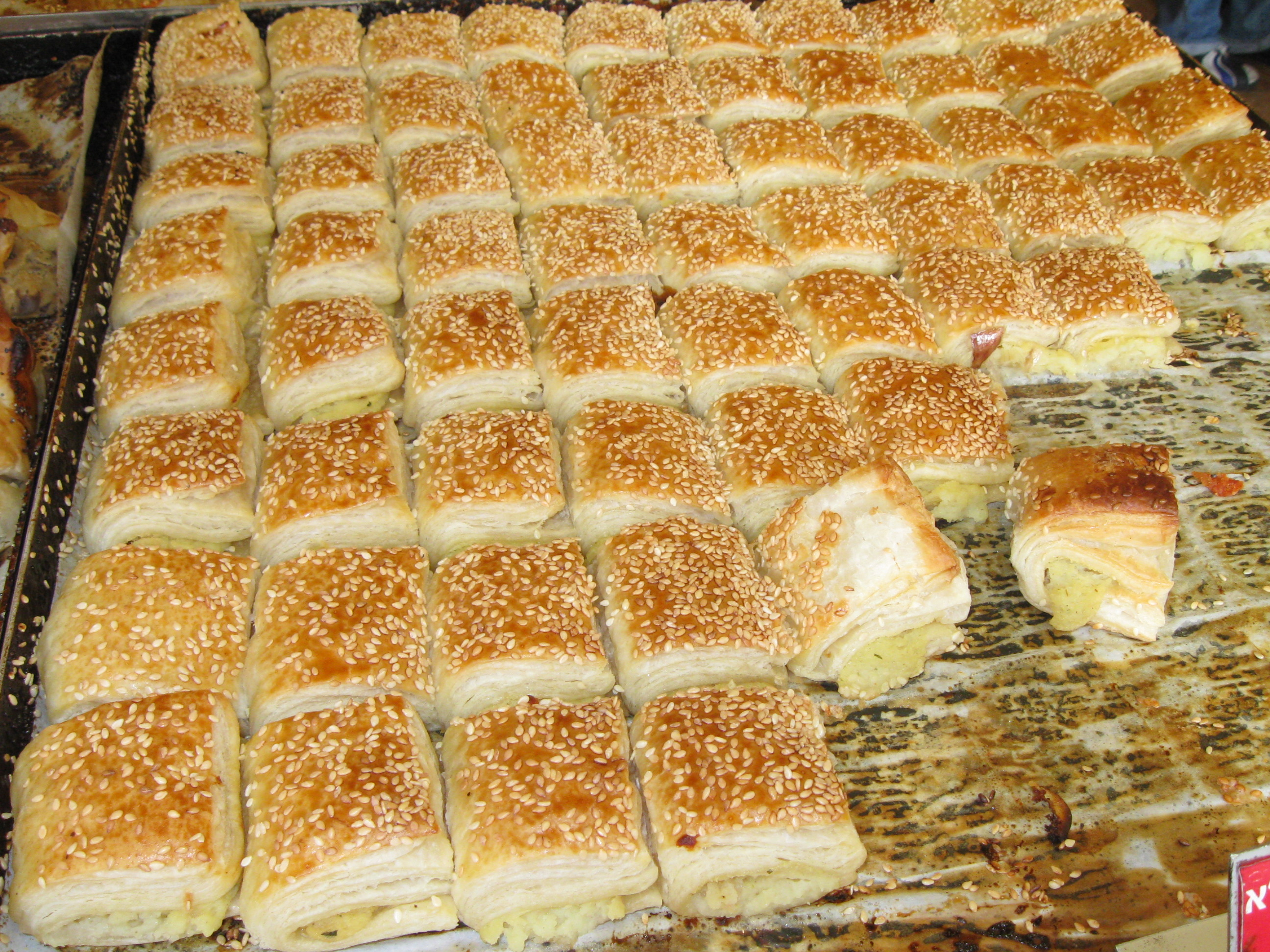
بوريك بطاطس.

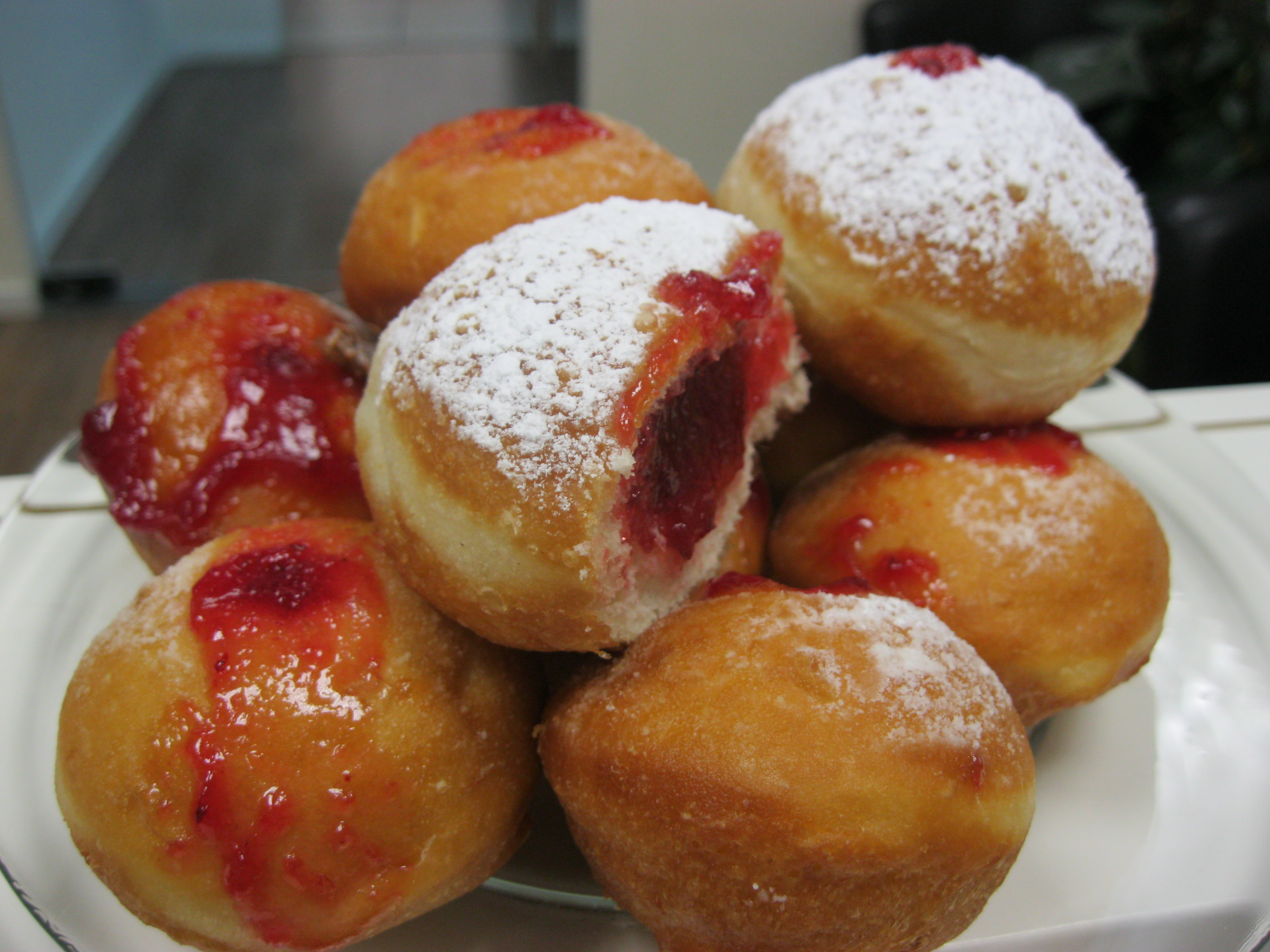
سوفغنية.

المطبخ الإسرائيلي يضم أطباق للسكان الأصليين لإسرائيل [بحاجة لمصدر] وأطباق جلبت لإسرائيل من قبل اليهود الذين هاجروا إليها (من الشتات)، منذ قبل إنشاء دولة إسرائيل في عام 1948 وخاصة منذ أواخر 1970 حيث تطور المطبخ الإسرائيلي بسبب هجرة اليهود إليها، ويتشابه المطبخ اليهودي بالمطبخ العربي بشكل كبير وخاصة في أساليب الطبخ.
تبنى المطبخ الإسرائيلي ولا يزال عناصر من أساليب الطهي المزراحي والسفاردي والأشكنازي. كما يشتمل على العديد من الأطعمة التي يتم تناولها بشكل تقليدي في المأكولات الشامية والعربية والشرق الأوسطية والمتوسطية، مثل الفلافل والحمص والشكشوكة والكسكس والزعتر. الشنيتزل والبيتزا والهامبرغر والبطاطا المقلية والأرز والسلطة هي أيضاً مأكولات شائعة في إسرائيل.
إنّ توفر الأطعمة الشائعة في منطقة البحر الأبيض المتوسط هو من التأثيرات الأخرى على المطبخ الإسرائيلي، وخاصةً أنواع مُعينة من الفواكه والخضروات ومنتجات الألبان والأسماك؛ إلى جانب الأطباق التقليدية المميزة المعدة في أوقات العطلات؛ وتقليد الكشروت؛ والعادات الغذائية الخاصة بيوم السبت والأعياد اليهودية المختلفة، مثل الحلة، وجاتشنون، وملاواخ، وسمك جيفليت، والسخينة، والميراف اليورشالمي والسوفغنية. وتم تقديم ابتكار أطباق جديدة تعتمد على المنتجات الزراعية مثل البرتقال والأفوكادو ومنتجات الألبان والأسماك وغيرها، وقد جلب الطهاة الإسرائيليين المدربين في الخارج عناصر من المأكولات العالمية الأخرى.
يحافظ ما يقرب من نصف السكان الإسرائيليين اليهود على الكوشر في منازلهم. مطاعم الكُوشر، على الرغم من ندرتها في عقد 1960، تُشكل حوالي 25% من إجمالي المطاعم اعتباراً من عام 2015، وربما تعكس القيم العلمانية إلى حد كبير لأولئك الذين لا يتناولون الكوشر. ومن المرجح أن تقدم مطاعم الفنادق طعام الكوشر. كان سوق التجزئة غير متوافق مع الشريعة اليهودية التقليدية، لكنه نما بسرعة وبشكل كبير بعد تدفق المهاجرين من دول الاتحاد السوفيتي السابق خلال عقد 1990. وجنباً إلى جنب مع الأسماك غير المتوافقة مع الشريعة اليهودية، والأرانب والنعام، ولحم الخنزير يتم إنتاجها واستهلاكها في إسرائيل بشكل متزايد، وذلك على الرغم من القيود من قبل كل من اليهودية والإسلام.